# محمود شکری آلوسی
محمود شکری آلوسی (۱۸۵۷-۱۹۲۴) ادیب و تاریخ‌نگار اصلاح‌طلب و نوگرای عراقی بود که بر فقه شافعی نیز چیرگی داشت و آثار بسیاری نگاشت.